# Bill Forsyth (diplomate)
Pour les articles homonymes, voir Bill Forsyth et Forsyth.
William Douglass Forsyth, dit Bill Forsyth, né le 5 janvier 1909 à Casterton et mort le 3 mars 1993 à Canberra, est un diplomate australien, initiateur de la Communauté du Pacifique.

## Biographie
Il naît et grandit dans le Victoria. Fils d'un père alcoolique qui dilapide l'argent de la famille au jeu, il souffre d'asthme aggravé par le stress. Après son enseignement secondaire à Ballarat, il étudie l'histoire et la science politique à l'université de Melbourne. Grâce à ses excellents résultats, il obtient une bourse d'études de la Fondation Rockefeller et part étudier la littérature au Balliol College de l'université d'Oxford, au Royaume-Uni. 
En 1939 il est employé au ministère australien de l'Information, où il contribue à gérer l'information des services de renseignement durant la Seconde Guerre mondiale. À partir de 1942 il est employé au ministère australien des Affaires étrangères, comme « chargé de recherche au service du Plan d’après-guerre ». En 1943 il propose la création d'une « Commission des mers du Sud », qui prendrait exemple sur la nouvelle Commission des Caraïbes (en) dans laquelle les États-Unis, la France, les Pays-Bas et le Royaume-Uni se concertent sur le développement économique et social de leurs territoires caribéens respectifs. Cette proposition est accueillie favorablement par le ministre australien des Affaires étrangères, Herbert Evatt, ainsi que par le Premier ministre de Nouvelle-Zélande, Peter Fraser. En janvier 1944, l'Australie et la Nouvelle-Zélande signent le pacte de Canberra (en), visant à se concerter pour développer leur influence sur le Pacifique Sud après la Seconde Guerre mondiale, en assurer la défense, et pour y accroître de concert le niveau de vie des populations colonisées. La même année, Bill Forsyth devient le directeur inaugural de la section « Pacifique » du ministère des Affaires étrangères. En 1945 il fait partie de la délégation australienne à la conférence fondatrice de l'Organisation des Nations unies à San Francisco,. Dans le même temps, il reprend ses études, et obtient en 1947 un diplôme de Master of Arts en relations internationales de l'université de Melbourne.
Membre australien du Conseil de tutelle des Nations unies, conseil chargé de l'administration des territoires placés sous la tutelle des Nations unies en vue de la décolonisation (dont le territoire de Papouasie, le territoire de Nouvelle-Guinée et Nauru, tous trois sous administration australienne), il joue un rôle de premier plan dans la conférence à Canberra en 1947 qui rassemble l'Australie, la Nouvelle-Zélande, les États-Unis, la France, les Pays-Bas et le Royaume-Uni et qui crée la Commission du Pacifique Sud (l'actuelle Communauté du Pacifique). La Convention de Canberra est ratifiée en juillet 1948, donnant naissance à la Commission, avec pour objectif une concertation des six puissances coloniales du Pacifique Sud en vue « d'assurer le bien-être des peuples non-autonomes de la région ». Bill Forsyth est choisi comme secrétaire général inaugural de la Commission, avec un mandat de trois ans. Le siège du secrétariat général de la Commission est d'abord à Mosman en Australie puis, à partir de mars 1949, à Nouméa. Sous la direction de Bill Forsyth, en 1950, la Commission crée la Conférence du Pacifique Sud, qui donne aux colonies une voix consultative dans les délibérations de la Commission, et permet ainsi aux populations sous tutelle d'être entendues,. 
De 1951 à 1956 il est le représentant permanent de l'Australie aux Nations unies à New York, et en 1955 il est fait officier de l'ordre de l'Empire britannique. De 1959 à 1961 il est l'ambassadeur d'Australie au Viêt Nam du Sud, accrédité dans le même temps au Laos. De 1963 à 1966, il est à nouveau secréraire général de la Commission du Pacifique Sud -« Cette période voit l’adhésion, en tant que membre de plein droit, du premier État insulaire, les Samoa-Occidentales » en 1965- avant d'être nommé ambassadeur d'Australie au Liban de 1967 à 1969,. Souffrant d'anxiété, d'asthme et de bronchite, il prend sa retraite en 1969. Décrit comme surprenamment timide et réservé pour un diplomate, il est remarqué pour son sens de l'humour mais tend à se considérer lui-même comme « non-conventionnel » et comme n'étant nulle part véritablement à sa place. 